# Джон Броснан
Джон Реймънд Броснан (на английски: John Raymond Brosnan) е австралийски писател.

## Биография
Роден е в Австралия, но е живял в Лондон много години. Журналист, филмов критик и писател, работите му се появявт в много национални вестници и списания. Автор на много книги, включително Movie magic, Future tense и The horror people, както и на множество научнофанстастични романи.